# Ченчениге Агордино
Ченчениге Агордино је насеље у Италији у округу Белуно, региону Венето.
Према процени из 2011. у насељу је живело 1183 становника. Насеље се налази на надморској висини од 767 м.

## Становништво
Према резултатима пописа становништва 2011. у општини је живело 1.402 становника.
| 1951. | 1961. | 1971. | 1981. | 1991. | 2001. | 2011. |
| ----- | ----- | ----- | ----- | ----- | ----- | ----- |
| 1.996 | 1.929 | 1.730 | 1.604 | 1.554 | 1.484 | 1.402 |

## Партнерски градови
- Massaranduba
- Santa Catarina